# 五老八中
五老八中是在1950年代的武汉大学中文系的鼎盛期，因教师队伍阵容强大而居全国高校中文系之首，形成的一个享誉全国的学术群体的代称。

## 五老
- 刘永济，字弘度，人称“弘老”，古典文学专家；
- 刘赜，字博平，人称“博老”，文字声韵学专家。曾从师于国学大师黄侃，他的学术水准曾得到国学泰斗章太炎及黄季刚二先生的赞许。
- 黄焯，字耀先，人称“耀老”，小学与诗学专家。为国学大师黄侃的堂侄，他的记忆力惊人。
- 席鲁思，人称“鲁老”，经史典籍专家。
- 陈登恪，人称“登老”，唐宋小说专家。陈三立之子，陈寅恪之弟。

## 八中
- 程千帆，古典文学、文学史与文艺学专家，并擅长于讲演。
- 刘绶松，主教中国新文学史课程，被誉为新文学史专家。
- 胡国瑞，古典文学专家。
- 周大璞，语言学专家。
- 李健章，主教古典文学课程，古典文学专家，武大六一惨案纪念亭碑文为他亲自撰写。
- 李格非，文字学专家。
- 缪琨
- 张永安

## 其他
“五老八中”的具体成员前后略有变化，五老还有徐天闵，八中还有沈祖棻。

## 影响
由于具有群体优势，使中文系的教学科研达到全国一流水平。但1957年反右扩大化和十年文革，中文系遭到很大破坏，“五老八中”的成员一部分遭到迫害甚至死亡，加之人才流失，导致武大中文系学术研究的滑坡。